# Spodiopogon pogonanthus
Spodiopogon pogonanthus är en gräsart som först beskrevs av Benedict Balansa, och fick sitt nu gällande namn av Pierre Edmond Boissier. Spodiopogon pogonanthus ingår i släktet Spodiopogon och familjen gräs. Inga underarter finns listade i Catalogue of Life.